# Associazione Calcio Fano Alma Juventus 1976-1977
Questa pagina raccoglie le informazioni riguardanti l'Associazione Calcio Fano Alma Juventus nelle competizioni ufficiali della stagione 1976-1977.

## Rosa
| N. |                   | Ruolo | Calciatore            |
| -- | ----------------- | ----- | --------------------- |
|    | Italia (bandiera) | D     | Mario Barbaresi       |
|    | Italia (bandiera) | C     | Vincenzo Bologna      |
|    | Italia (bandiera) | C     | Nevio Botti           |
|    | Italia (bandiera) | D     | Daniele Briganti      |
|    | Italia (bandiera) | D     | Auro Buratti          |
|    | Italia (bandiera) | D     | Oliviero Capponi      |
|    | Italia (bandiera) | D     | Fabio Cazzola         |
|    | Italia (bandiera) | A     | Cristiano Cristiani   |
|    | Italia (bandiera) | A     | Gianfranco De Carolis |
|    | Italia (bandiera) | A     | Leo Ferrini           |
|    | Italia (bandiera) | A     | Rambaldo Forzini      |

| N. |                   | Ruolo | Calciatore           |
| -- | ----------------- | ----- | -------------------- |
|    | Italia (bandiera) | P     | Gabriele Guerra      |
|    | Italia (bandiera) | C     | Maurizio Guerra      |
|    | Italia (bandiera) |       | Ordonselli           |
|    | Italia (bandiera) | C     | Maurizio Pagliacci   |
|    | Italia (bandiera) | P     | Graziano Piagnerelli |
|    | Italia (bandiera) | C     | Adriano Pisano       |
|    | Italia (bandiera) | D     | Pier Luigi Santirana |
|    | Italia (bandiera) | D     | Domenico Servadio    |
|    | Italia (bandiera) | P     | Stefano Toni         |
|    | Italia (bandiera) | C     | Vittorio Zanetti     |